# Nižnekolymskij ulus
Il Nižnekolymskij ulus è un ulus (distretto) della Repubblica Autonoma della Jacuzia-Sacha, nella Russia siberiana orientale; il capoluogo è la cittadina di Čerskij.
Il territorio si estende agli estremi nordorientali della Repubblica, ai confini con il Circondario Autonomo dei Čukči; si estende per circa 87.000 km² nella tundra del bassopiano della Kolyma.
Confina con gli ulus jacuti Allaichovskij ad ovest e Srednekolymskij a sud; ad est confina con il Circondario Autonomo dei Čukči, mentre a nord si apre con una lunga linea di costa sul mare della Siberia orientale.
Il capoluogo è il centro di Čerskij; non esistono altri centri di rilievo in tutto l'ulus, che è molto scarsamente popolato.